# Магуайр, Марти
Ма́рта Элено́р «Ма́рти» Магуа́йр (англ. Martha Elenor «Martie» Maguire, в девичестве — Э́рвин англ. Erwin; 12 октября 1969, Йорк, Пенсильвания, США) — американский автор песен, гитаристка и виолончелист.

## Биография и карьера
Марта Эленор Магуайр родилась 12 октября 1969 года в Йорке (штат Пенсильвания, США).
Начала карьеру в 1983 году.
В 1995—1999 года Марти была замужем за фармацевтом Тедом Сиделом. В 2001—2012 годы Магуайр была замужем за актёром Гаретом Магуайром, от которого у неё есть три дочери: близнецы Эва Рут Магуайр и Кэтлин Эмили Магуайр (род. 27.04.2004), и Харпер Рози Магуайр (род. 25.07.2008).